# Luo Xiaojuan
Luo Xiaojuan (骆晓娟S, Luò XiǎojuānP; Changzhou, 12 giugno 1984) è una schermitrice cinese, specializzata nella spada.

## Palmarès
- Giochi olimpici:

Londra 2012: oro nella spada a squadre.
- Mondiali

Lisbona 2002: bronzo nella spada a squadre.
Torino 2006: oro nella spada a squadre.
Pechino 2008: argento nella spada a squadre.
Catania 2011: argento nella spada a squadre.
Budapest 2013: argento nella spada a squadre.
Mosca 2015: oro nella spada a squadre.